# Nicanor Duarte Frutos
Óscar Nicanor Duarte Frutos (Coronel Oviedo; 11 de octubre de 1956) es un político paraguayo que fue el 47.º presidente de Paraguay desde el 15 de agosto de 2003 hasta el 15 de agosto de 2008. Presentó su renuncia al cargo el 23 de junio de 2008, con el objetivo de asumir una banca como senador de la República, pero dicha renuncia no fue aceptada por el Congreso de su país. Fue el primer presidente paraguayo que no profesó la religión católica siendo adulto, en su lugar manteniéndose más bien cercano al protestantismo,[cita requerida] lo cual generó una serie de polémicas para un país tradicionalmente católico. Desde 2018, es el director de la Entidad Binacional Yacyretá, del lado paraguayo, habiendo sido designado durante el gobierno de Mario Abdo Benítez.
En octubre de 2013 fue invitado por el presidente Horacio Cartes a representar a la República del Paraguay como embajador ante la República Argentina. Ante la propuesta del nombramiento, el Senado paraguayo, de forma unánime, prestó su acuerdo. Ejerció dicho cargo hasta enero de 2016.

## Biografía
Nació en la ciudad de Coronel Oviedo, capital del Departamento de Caaguazú, el 11 de octubre de 1956. Es descendiente de ascendencia mestiza, con progenitores provenientes de zonas rurales y afiliados al Partido Colorado. Contrajo matrimonio con Gloria María Penayo y es padre de seis hijos.
Obtuvo el título de abogado en la Universidad Católica de Asunción en 1984. Posteriormente, obtuvo una licenciatura en filosofía en la Universidad Nacional de Asunción en 1989 y completó un posgrado en ciencias políticas en la misma universidad, en colaboración con la Fundación Hanns Seidel, en 1992.
Se desempeñó profesionalmente como abogado y periodista, antes de asumir el cargo de ministro de Educación en los gobiernos de Juan Carlos Wasmosy (1993-1998) y Luis Ángel González Macchi (1999-2003). Desde 2024, ejerce como docente universitario en la carrera de ciencias políticas y de gobierno en la Universidad Nacional de Misiones.

## Elecciones del 2003
Desde el comienzo de la campaña electoral, Duarte gozó de la condición de favorito y las encuestas le distanciaron de Julio César Franco, por el PLRA, y del empresario Pedro Fadul, estrella en su momento de la nueva oposición paraguaya, al frente del Partido Patria Querida. Estas mismas encuestas indicaban que Duarte podía ser desbancado por un candidato unitario de la oposición, pero las conversaciones a varias bandas entre liberales, la izquierda, y los oviedistas agrupados en el partido UNACE, lista independiente montada por el general Lino Oviedo como culminación del primer gran cisma en el coloradismo, no llegaron a buen término.

### Victoria
El 27 de abril de 2003, Nicanor Duarte Frutos se proclamó presidente con el 37,1% de los votos, seguido por Julio César Franco con el 24% y Pedro Fadul con el 21,3%. En los comicios al Congreso, el Partido Colorado acaparó algo menos de la tercera parte de los sufragios y recibió 37 de los 80 diputados y 16 los 45 senadores. Los resultados, por tanto, estuvieron lejos de ser impresionantes, y de hecho fueron los más flojos cosechados por el partido en su historia, perdiendo mayoría en ambas cámaras.
Duarte, tomó posesión de su mandato para el período presidencial 2003-2008 el 15 de agosto, en una ceremonia a la que asistieron nueve presidentes latinoamericanos, convirtiéndose en el undécimo presidente consecutivo de su partido. Autocalificado luego de las elecciones de "líder emergente, de ruptura de antiguos paradigmas que han empobrecido al Paraguay y fracturado a la sociedad", y de "presidente que llega al Ejecutivo sin haber pactado con las oligarquías económicas familiares parasitarias de mi partido y del país", en su discurso de toma de posesión Duarte se adjudicó intenciones poco menos que revolucionarias y prometió virtualmente todo lo que podía prometerse a una nación que clamaba por cambios drásticos y regeneraciones de todo tipo. Con varias críticas al neoliberalismo, del que dijo haber sido "un fracaso" porque "avasalla la dignidad humana".

## Presidencia (2003-2008)

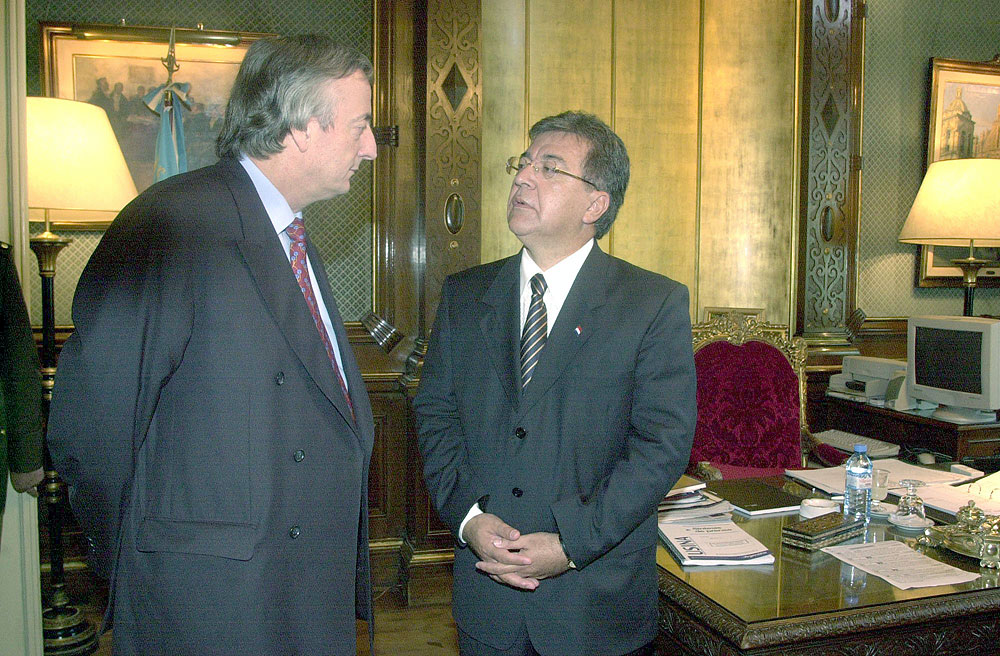
Nicanor (derecha) junto al presidente argentino Néstor Kirchner en 2004.

Nicanor fue presidente del Paraguay desde 2003 hasta 2008, su mandato se caracterizó por un crecimiento sostenido en materia macroeconómica, con fuertes inclinaciones al estatismo, sus estrechos lazos con la izquierda latinoamericana, además de pertenecer a una nueva generación de la clase dirigente del Partido Colorado, sin un pasado vinculado al régimen del dictador Alfredo Stroessner. Su administración se vio rezagada por las grandes disputas internas al interior de su propia agrupación política. Con un discurso populista y combativo, buscó hasta el último momento de su mandato la posibilidad de una enmienda constitucional que lo habilite para pugnar por la reelección, sin embargo, no obtuvo una mayoría en el Congreso que le otorgara vía libre a la reelección. 
A los pocos meses de asumir inicia una renegociación de la deuda externa, alcanzando un acuerdo por 318 millones de dólares.
Para hacer operativo el plan, en 2006 el Gobierno lanzó la Estrategia Nacional de Lucha contra la Pobreza. A consecuencia de esta, la inversión en desarrollo social se incrementó de USD 400 millones en 2002 a USD 1.507 millones en 2007 , dinamizando el mercado interno lo que llevó a un crecimiento económico promedio de 4,8%.
Esto fortaleció a una oposición ya en crecimiento. Se convocó a una marcha de protesta que agrupó a los principales partidos políticos de la oposición, las cinco centrales sindicales y más de un centenar de asociaciones civiles que terminó con la caída de su gobierno y de su partido en 2008. Pese a su discurso progresista, las inversiones sociales eran casi inexistentes.
Durante su presidencia se realizaron obras de 700 kilómetros de asfaltado.
En 2008, el Gobierno creó – mediante un decreto presidencial– la Coordinadora Ejecutiva para la Reforma Agraria  -CEPRA-  cuyo objetivo principal es el de coordinar y promover el desarrollo económico, social, político y cultural, además de impulsar la gestión de las políticas públicas en asentamientos creados y contribuir al logro de la reforma agraria.
En 2006, con motivo de la visita de Estado realizada a Paraguay por los Reyes de España Juan Carlos I y Sofía, los días 6 y 7 de noviembre, le fue concedido el Collar de la Orden de Isabel la Católica y a su esposa María Gloria Penayo de Duarte, la Gran Cruz de la misma Orden (B.O.E. 28/10/2006).

### Reformas económicas
A inicios de 2003 la economía de Paraguay se encontraba en una situación crítica: a puertas de un default selectivo en relación con sus obligaciones internacionales, es decir, sin poder asumir sus compromisos de pagos en el exterior (en el 2002 el pago de la deuda externa llegó a representar el 44,2% del producto interno bruto-PIB), con las reservas internacionales cayendo a USD 600 millones, con un ingreso per cápita inferior a los USD 1000 y sin dinero suficiente para pagar sueldos de funcionarios públicos, que en algunas instituciones inclusive tenían atrasos salariales de 3 meses. Es importante advertir además que en el 2002 la Pobreza en general representaba el 49.7% de la población.
Ante esta situación, y a partir de su asunción al mando en agosto de 2003, Nicanor Duarte Frutos impulsó una serie de reformas que iniciaron el despegue de la economía paraguaya. En primer lugar planteó una reforma tributaria conocida, como el “triple 10”, reduciendo el impuesto a la renta de las empresas del 30% al 10%, continuando con el IVA a 10% e introduciendo el Impuesto a la renta personal (IRP) del 10%, impuesto este que iba a ser abonado solo por lo que ganacen más de 120 salarios mínimos anuales, es decir, un impuesto que pagarían los que más ganen. Luego, inicia la despolitización del Banco Central del Paraguay y recupera la confianza hacia el sistema financiero, el cual había sufrido la quiebra de varios bancos en el país, años anteriores a su asunción. Al respecto, es importante mencionar que la desconfianza en el sistema financiero paraguayo había llevado a que las tasas de intereses bancarios se dispararan a 58% inclusive.
Seguidamente, el gobierno de Duarte Frutos implementó, entre otras, las siguientes medidas:
- Otorgó en forma totalmente gratuita, durante sus 5 años de gobierno, 25 000 viviendas populares para familias de escasos recursos.
- Destinó recursos de las hidroeléctricas binacionales, Itaipú y Yacyreta, para crear fondos sociales para inversión en las zonas rurales, tanto en educación, construcción de escuelas, accesos a agua potable, mecanización agrícola acompañada de entrega de tractores a las Gobernaciones sin distinción partidaria.
- Creó, a través de la hidroeléctrica de ITAIPU, un cupo de Beca para que 5000 jóvenes al año pueden iniciar una carrera universitaria.
- Triplicó el Presupuesto del Ministerio de Salud Pública y Bienestar Social y del Ministerio de Educación y Cultura.
- Otorgó subsidios a los campesinos cuando el precio internacional del sésamo y del algodón cayeron.
- Distribuyó, a través del Instituto Nacional de Desarrollo Rural y de la Tierra (INDERT), 250.000 hectáreas a organizaciones campesinas.
- Implementó el programa de transferencia condicionada de recursos a familias en extrema pobreza, a través de un fondo del Banco Mundial para el primer año, y a partir del segundo año ya con recursos propios del Estado.
- Creó la Red de Inversiones y Exportaciones (REDIEX) encargada de potenciar las exportaciones y apoyar a los inversionistas que querían instalarse en Paraguay.[12]
- Creó la Agencia Financiera de Desarrollo (AFD), que actuaba de banca de segundo piso para dar créditos a largo plazo para la vivienda y al sector productivo.[13]

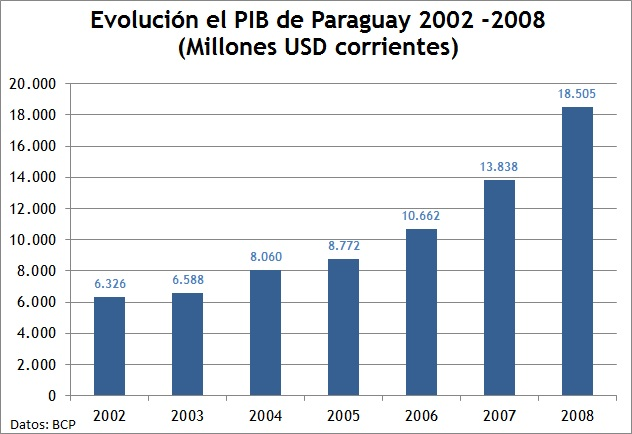
EVOLUCIÓN PIB PARAGUAY - Gobierno NICANOR DUARTE FRUTOS 2003 AL 2008

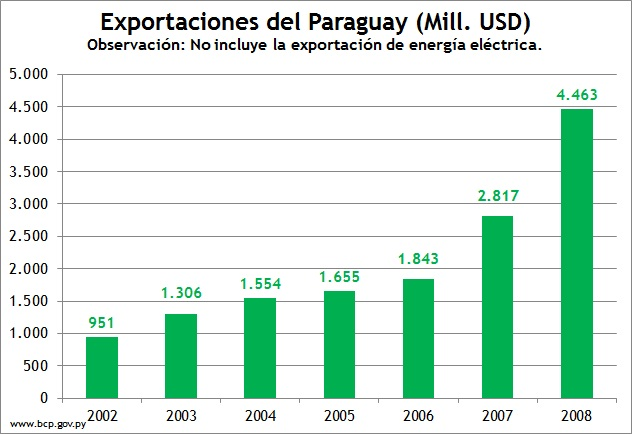
EVOLUCIÓN EXPORTACIONES PARAGUAY - Gobierno NICANOR DUARTE FRUTOS 2003 AL 2008

### Logros económicos

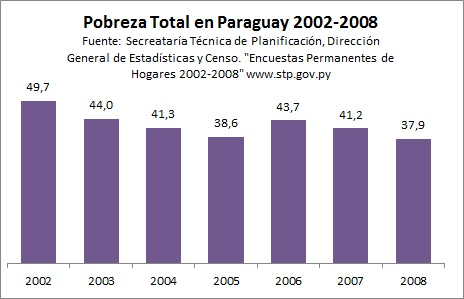
EVOLUCIÓN POBREZA TOTAL PARAGUAY - Gobierno NICANOR DUARTE FRUTOS 2003 AL 2008

Con las citadas reformas, el Gobierno de Duarte Frutos logró:
- No solo sacar a Paraguay de estado de default selectivo pagando los compromisos internacionales vencidos, sino que logró bajar la deuda externa del 42% al 13% del PIB.[8]
- Sextuplicar las reservas del Banco Central del Paraguay, pasando de USD 600millones en el 2002 a USD 3.800 en el 2008.[9]
- Mantener la deuda externa a tal punto que para el año 2008 Paraguay podía cancelar toda su deuda externa con su reservas internacionales.[14]
- Lograr un promedio de 5,4% de crecimiento de la economía desde el 2002 al 2008.[15]
- Triplicar el PIB Bruto pasando de USD 6.000 millones en el 2002 a más de USD 18.000 millones en el 2008.[15]
- Regularizar el pago y aumentar los salarios de funcionarios públicos.
- Triplicar el PIB per cápita pasando a más de USD 3000.[15]
- Cuadruplicar las exportaciones, que pasaron de USD 951millones en el 2002 a USD 4.463 millones en el 2008.[16]
- Triplicar las recaudaciones tributarias, a pesar de haber reducido el impuesto a la renta del 30 al 10%.[17]
- Reducir las tasas de intereses de préstamos de los bancos a menos del 10%.[15] EVOLUCIÓN RECAUDACIÓN TRIBUTARIA PARAGUAY - Gobierno NICANOR DUARTE FRUTOS 2003 AL 2008

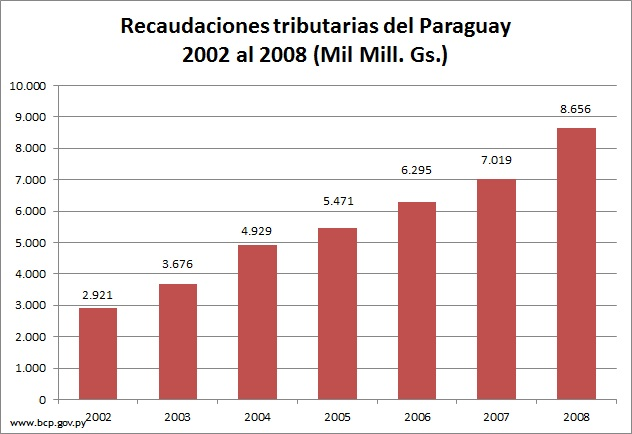
EVOLUCIÓN RECAUDACIÓN TRIBUTARIA PARAGUAY - Gobierno NICANOR DUARTE FRUTOS 2003 AL 2008

- Disminuir la pobreza,[18] del 49.7% de la población en el 2002 al 37,9% en el 2008.

### Reducción de la pobreza
El Informe del Banco Mundial del año 2010 sobre la Pobreza en el Paraguay concluyó, entre otras cosas, que del 2003 al 2008 (gobierno de Duarte Frutos):
- La brecha entre el PIB per cápita de Paraguay y el promedio para América Latina y el Caribe aumentó desde 1990 y ha seguido aumentando a una tasa más elevada desde 2003.[19]
- Paraguay consiguió mejoras reales en el bienestar de su población entre 2000-2008, a pesar de las consecuencias a largo plazo y de la comparación desfavorable con ALC y los demás países de la región.[19]
- De manera significativa, las tasas de pobreza disminuyeron durante el periodo 2003-2008… La reducción de 6,1 puntos porcentuales en la pobreza moderada ocurrida durante ese período, de 44a 37,9, fue el resultado principalmente de un crecimiento en los ingresos (-4,1) pero también de la mejora en la distribución del ingreso (-1,5).[19]
- La desigualdad de ingreso en Paraguay disminuyó significativamente en el periodo 2003-2008.[19]
- Paraguay también muestra mejoras en casi todos los indicadores referentes al mercado laboral durante el crecimiento del periodo 2003-2008.[19]
- En cuanto a “Acceso a bienes y servicios claves: La mejor calidad de las viviendas y sobre todo el mayor acceso a los servicios ocurrido desde el ano 2003 concuerda con la reducción de la pobreza reportada hasta 2008.[19]

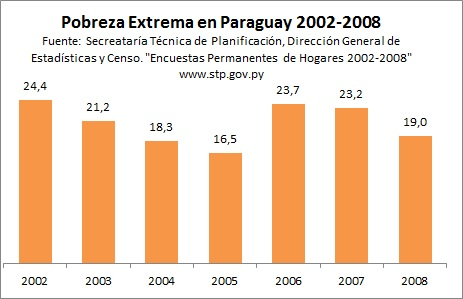
EVOLUCIÓN POBREZA EXTREMA PARAGUAY - Gobierno NICANOR DUARTE FRUTOS 2003 AL 2008

Asimismo, en el año 2012 el Banco Mundial emitió un comunicado de prensa titulado "Nuevo Informe del Banco Mundial revela que la clase media en Paraguay aumentó en la última década." Dicho informe menciona que "...la clase media en Paraguay aumentó en un 45 por ciento pasando de 1 millón a 1.5 millones de personas en la última década y representando el 24% de la población en el año 2009." Seguidamente pasa a detallar que "...la clase media de la región creció hasta comprender unos 152 millones de personas en 2009, comparado con 103 millones en 2003, un aumento del 50 por ciento. Para Paraguay, la clase media aumentó en ese periodo en casi 500.000 personas más, cifra que representa un crecimiento de 7.6 por ciento de la población total del país que han podido acceder a la clase media en la última década."

### Conflictos con la prensa
Durante los años posteriores a su Asunción al poder y más precisamente durante la etapa final de su mandato, se suscitaron algunas controversias entre Duarte y los principales medios de comunicación del país, manejados por grandes grupos conservadores que hacían de oposición a su gobierno. Sus críticas iban dirigidas principalmente al diario Última Hora y al canal Telefuturo, a quienes los acusaba de hacer campaña política a favor de su vicepresidente, Luis Castiglioni, quien se había convertido en su principal oponente.
En sus críticas, Nicanor hacía evidente su crispación en contra de los directivos de medios, acusándolos de mal manejo periodístico y empresarial. En numerosas ocasiones puso en duda la fortuna de sus propietarios y cómo estos llegaron a disponer de semejantes sumas monetarias en su patrimonio.
Durante un acto político, Nicanor manifestó cuanto sigue:

“(Los propietarios de medios) se enriquecieron dedicándose a actividades turbias de la mano de los mandamases de turno, evadiendo impuestos, explotando a los campesinos, sobornando al Estado y a gobiernos anteriores”.

## Atentado
En fecha 14 de febrero de 2008, Duarte Frutos denunció inicialmente que, durante su estadía rutinaria en el comando paraguayo de fuerzas militares, lo intentaron matar por envenenamiento con ácido muriático. Esta denuncia la hace en un contexto de emergencia sanitaria nacional por brotes endémicos de fiebre amarilla en una ciudad aledaña a la capital de Paraguay y regiones deforestadas del interior de dicho país.

## Renuncia
El 23 de junio de 2008 Duarte Frutos presentó su renuncia ante el presidente del Senado, con la intención de tomar posesión como senador por voto popular y no como vitalicio, sin embargo su renuncia fue rechazada por el congreso y si bien no pudo jurar aún como senador activo.

## Embajador
En octubre de 2013 fue designado embajador del Paraguay ante la República Argentina, luego de roces en las relaciones durante la presidencia de Federico Franco y la suspensión de Paraguay del Mercosur. 
| Predecesor: Luis González Macchi | Presidente de la República del Paraguay 15 de agosto de 2003 – 15 de agosto de 2008 | Sucesor: Fernando Lugo |